# ستيفاني جيلز
ستيفاني جيلز (بالإنجليزية: Stephanie Gillis)‏ هي كاتبة سيناريو أمريكية، (و. 1969  م).

## وصلات خارجية
- ستيفاني جيلز على موقع IMDb (الإنجليزية)
- ستيفاني جيلز على موقع قاعدة بيانات الفيلم (الإنجليزية)
- ستيفاني جيلز على موقع كينوبويسك (الروسية)